# Zerstörergeschwader 142 „Horst Wessel“
Das Zerstörergeschwader 142 „Horst Wessel“ war ein Verband der Luftwaffe der Wehrmacht vor dem Zweiten Weltkrieg. Es war nach Horst Wessel benannt, einem Sturmführer der SA, der paramilitärischen Kampforganisation der NSDAP. Nachdem Wessel von KPD-Mitgliedern getötet worden war, stilisierte ihn die NS-Propaganda zu einem „Märtyrer der Bewegung“. Wessel war Verfasser des Horst-Wessel-Lieds, das kurz nach seinem Tod zur Parteihymne der NSDAP wurde. Von 1933 bis 1945 bildete es im Anschluss an das Deutschlandlied den zweiten Teil der deutschen Nationalhymne. Aufgrund dieses Ehrennamens waren die Geschwaderangehörigen berechtigt am rechten Unterarm einen Ärmelstreifen mit der Aufschrift „Geschwader Horst Wessel“ zu tragen.

## Aufstellung
Der Geschwaderstab und die I. Gruppe des Zerstörergeschwaders 142 bildeten sich im Rahmen der Aufrüstung der Luftwaffe am 1. Januar 1939 durch Umbenennung des Geschwaderstabes und der I. Gruppe des Jagdgeschwaders 142 in Dortmund-Brackel (Lage). Eine II. Gruppe entstand in Werl (Lage) aus der II. Gruppe des Jagdgeschwaders 142. Die III. Gruppe war in Lippstadt (Lage) stationiert und war die umbenannte III. Gruppe des Jagdgeschwaders 142. Der Geschwaderstab und die I. bis III. Gruppe waren mit der Messerschmitt Bf 109D ausgestattet.

## Geschichte
Da der Geschwaderstab und die I. bis III. Gruppe nicht die für ein Zerstörergeschwader vorgesehene zweimotorige Messerschmitt Bf 110 erhalten hatten, übten sie mit der vorhandenen einmotorigen Messerschmitt Bf 109. Das Geschwader war am 1. Februar 1939 der 3. Fliegerdivision der Luftflotte 2 unterstellt. Am 1. Mai 1939 trat das neue Benennungsschema der Luftwaffe in Kraft. Aufgrund dessen erfolgte die Umbenennung in Zerstörergeschwader 26 „Horst Wessel“.

## Kommandeure

### Geschwaderkommodore
| Dienstgrad | Name                    | Zeit                           |
| ---------- | ----------------------- | ------------------------------ |
| Oberst     | Kurt-Bertram von Döring | 1. Januar 1939 bis 1. Mai 1939 |

### Gruppenkommandeure
I. Gruppe
- Oberstleutnant Hermann Frommherz, 1. Januar 1939 bis 28. Januar 1939[5]
- Hauptmann Karl Kaschka, 1. Februar 1939 bis 1. Mai 1939[6]

II. Gruppe
- Major Friedrich Vollbracht, 1. Januar 1939 bis 1. Mai 1939[7]

III. Gruppe
- Hauptmann Johannes Schalk, 1. Januar 1939 bis 1. Mai 1939[8]

## Bekannte Geschwaderangehörige
- Karl Kaschka (1904–1941), war ein österreichischer Fechter und Teilnehmer an den Olympischen Sommerspielen 1936
- Walter Roos (1914–1975), war von 1969 bis 1973, als Generalmajor der Luftwaffe der Bundeswehr, Kommandeur des Wehrbereichs III